# Данилишин, Богдан Михайлович
Богдан Михайлович Данилишин (укр. Богдан Михайлович Данилишин, род. 6 июня 1965 года, село Церковна, Долинский район, Ивано-Франковская область, УССР, СССР) — украинский политик, экономист, государственный деятель. Министр экономики Украины (2007—2010), член ОО «Совет конкурентоспособности Украины», Президент Европейского Института экономических и политических исследований развития стран Центральной и Восточной Европы и Украины (Прага), председатель Совета Национального банка Украины (с 25 октября 2016 г.).

## Биография
1982 — закончил Тернопольский государственный педагогический институт, аспирантуру (РВПС Украины НАНУ) по специальности экономика (1991), докторантуру (НАН Украины) по специальности экономика регионов, развитие производительных сил (1997).
Председатель Совета по изучению производительных сил НАН Украины. Доктор экономических наук (1997), профессор (2003), член-корреспондент НАН Украины (2004), академик НАН Украины (2009), действительный член Научного общества Тараса Шевченко (Франция). Владеет немецким, английским и чешским языками.
Преподавал в Киевском национальном университете имени Тараса Шевченко, Национальном университете государственной налоговой службы Украины, Национальной академии государственного управления при Президенте Украины, Карловом университете (Прага), Берлинском университете имени Гумбольдта.
В возрасте 32 лет стал одним из самых молодых докторов экономических наук, а в 44 года — самым молодым академиком НАН Украины.
Назначен на должность Министра экономики Украины во втором правительстве Юлии Тимошенко Постановлением Верховной Рады Украины № 10-VI от 18 декабря 2007 года и занимал её до 11 марта 2010 г.
11 августа 2010 г. Генеральная прокуратура Украины вынесла постановление об объявлении Данилишина во внутригосударственный и международный розыск.
В конце ноября 2010 года попросил у Чехии политического убежища. Министерство внутренних дел Чехии 13 января 2011 г. удовлетворило его просьбу.
Первым из граждан Украины получил политическое убежище в стране Евросоюза.
14 января Б.Данилишина выпустили на свободу по решению городского суда Праги.
В мае 2011 Б.Данилишин возглавил международную неправительственную организацию, которая получила название «Украинская Европейская Перспектива».
В 2013 году избран Президентом Европейского института экономических и политических исследований развития стран Центральной и Восточной Европы и Украины (Прага).
В 2014 году вернулся на Украину. Профессор Киевского национального экономического университета имени Вадима Гетьмана, руководитель Института регионалистики КНЭУ.
24 октября 2016 Указом №470/2016 Президент Украины назначил Б.М. Данилишина членом Совета Национального банка Украины .
25 октября 2016 года Совет Национального банка Украины избрал Богдана Данилишина своим председателем.
Выдвинулся на пост президента НАНУ в марте 2020 года.

## Научная деятельность
Б. М. Данилишин является автором свыше 350 научных работ (в частности 18 монографий), в которых исследованы, обобщены и обоснованы пути решения актуальных проблем формирования современной государственной региональной политики, экономики природопользования и развития продуктивных сил Украины в контексте новых экономических и политических условий.
Учёный стал основателем научных направлений макроэкономической политики, национальной безопасности, эколого-экономической политики, экономики природопользования и охраны окружающей среды, региональной экономики, экономики природно-техногенной и экологической безопасности.
Под его научным руководством разработаны программа структурной модернизации экономики Украины, концептуальные основы устойчивого развития Украины, Общегосударственная программа развития малых городов Украины. Учёный принимал непосредственное участие в разработке Концепции государственной региональной политики, Генеральной схемы планирования территории Украины, а также ряда нормативно-правовых и законодательных актов по вопросам развития регионов и территориальных общин, местного самоуправления, экологической политики и природно-техногенной безопасности. Б. М. Данилишин исследует пути решения актуальных структурно-динамических проблем экономики на современном этапе, занимается комплексным эколого-экономическим, социально-экономическим и научно-техническим прогнозированием развития национальной экономики и регионов Украины. Учёным обоснованы пути формирования целостной региональной экономической политики государства, в том числе — выравнивание уровней социально-экономического развития регионов, развития депрессивных территорий, малых монофункциональных городов и т. д.
Развитое под руководством Богдана Данилишина научное направление формирования устойчивого эколого-экономического развития и повышения роли регионов в структуре хозяйственного комплекса страны, достигнутые научные результаты получили признание научной общественности, нашли отображение в решениях Верховной Рады Украины (учёный принимал участие в разработке 5 законодательных актов), Кабинета Министров Украины, Министерства экономики Украины, Министерства экологии и природных ресурсов Украины, Министерства чрезвычайных ситуаций, Национальной академии наук Украины, а также используются в процессе подготовки и повышения квалификации кадров в областях экономики природопользования, территориального управления и региональной экономики.
Б. М. Данилишин входит в топ-100 учёных Украины по данным информационно-аналитической системы «Библиометрика украинской науки», которая представляет собой наукометрическую надстройку над рассредоточенными в системе Google Scholar библиометрическими профилями учёных, содержащими информацию о публикационной активности и цитируемости их работ.

## Награды
- Лауреат Государственной премии Украины в области науки и техники (2003). Почётная грамота Кабинета Министров Украины (ноябрь 2003, 2007), почётная грамота Верховной Рады Украины (2005). Заслуженный деятель науки и техники Украины (май 2007).
- Великий офицер ордена Трёх звёзд (Латвия, 19 июня 2008 года)[5]

## Публикации
- Эколого-экономические проблемы обеспечения устойчивого развития производительных сил Украины. К.: Випол, 1997. − 260 с.
- Устойчивое развитие в системе природно-ресурсных ограничений. — К.: СОПС Украины НАН Украины, 1999. — 365 с.
- Природно-ресурсный потенциал устойчивого развития Украины. — К.: Нічлава, 1999. — 715 с. (На украинском языке)
- Природно-техногенные катастрофы: проблемы экономического анализа и управления. — К. : «НІЧЛАВА», 2001. — 260 с. (На украинском языке)
- Благосостояние наций: эволюция парадигмы развития. Книга 1. — К.: НАН Украины, 2002. — 356 с.
- Макросистемная эволюция экономики Украины. − К.: НАН України, 2008. − 750 с. (На украинском языке)
- Рентные отношения в системе модернизации национальной экономики / Под ред. Б. М. Данилишина. — К.: НАН України, 2008. — 796 с. (На украинском языке)
- Научные очерки по экономике природопользования. -К.: НАН України, 2008.-280 с. (На украинском языке)
- Экономика Украины: кризис развития и перспективы модернизации. — К.: ЗАТ «Нічлава», 2010. — 414 с. (На украинском языке)